# El Valle Amphibian Conservation Center

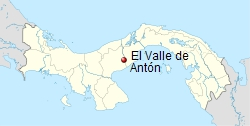
Locatie van El Valle de Antón

El Valle Amphibian Conservation Center (EVACC) is een centrum in Panama dat zich richt op het behoud van amfibieën. Dit centrum wordt geleid door Edgardo Griffith en bevindt zich op het terrein van El Nispero Zoo in de Valle de Antón in het westen van Panama.

## Geschiedenis
Sinds het einde van de jaren negentig van de twintigste eeuw worden diverse soorten amfibieën in Panama bedreigd door de schimmelinfectie chytridiomycose. Van veel soorten liepen de aantallen sterk terug ten gevolge van deze infectie. Om de bedreigde inheemse soorten amfibieën voor uitsterven te behoeden werd besloten tot het opzetten van reservepopulaties in gevangenschap. El Valle Amphibian Conservation Center werd in 2005 gebouwd met steun van Houston Zoo en de andere leden van de Amerikaanse Association of Zoos and Aquariums (AZA). Het centrum is deels toegankelijk is voor bezoekers. Een vergelijkbaar centrum, het Gamboa Amphibian Rescue Center, is in 2008 geopend in Parque Municipal Summit in Panama-stad en dit centrum richt zich vooral op soorten uit het oosten van het land. 

## Soorten

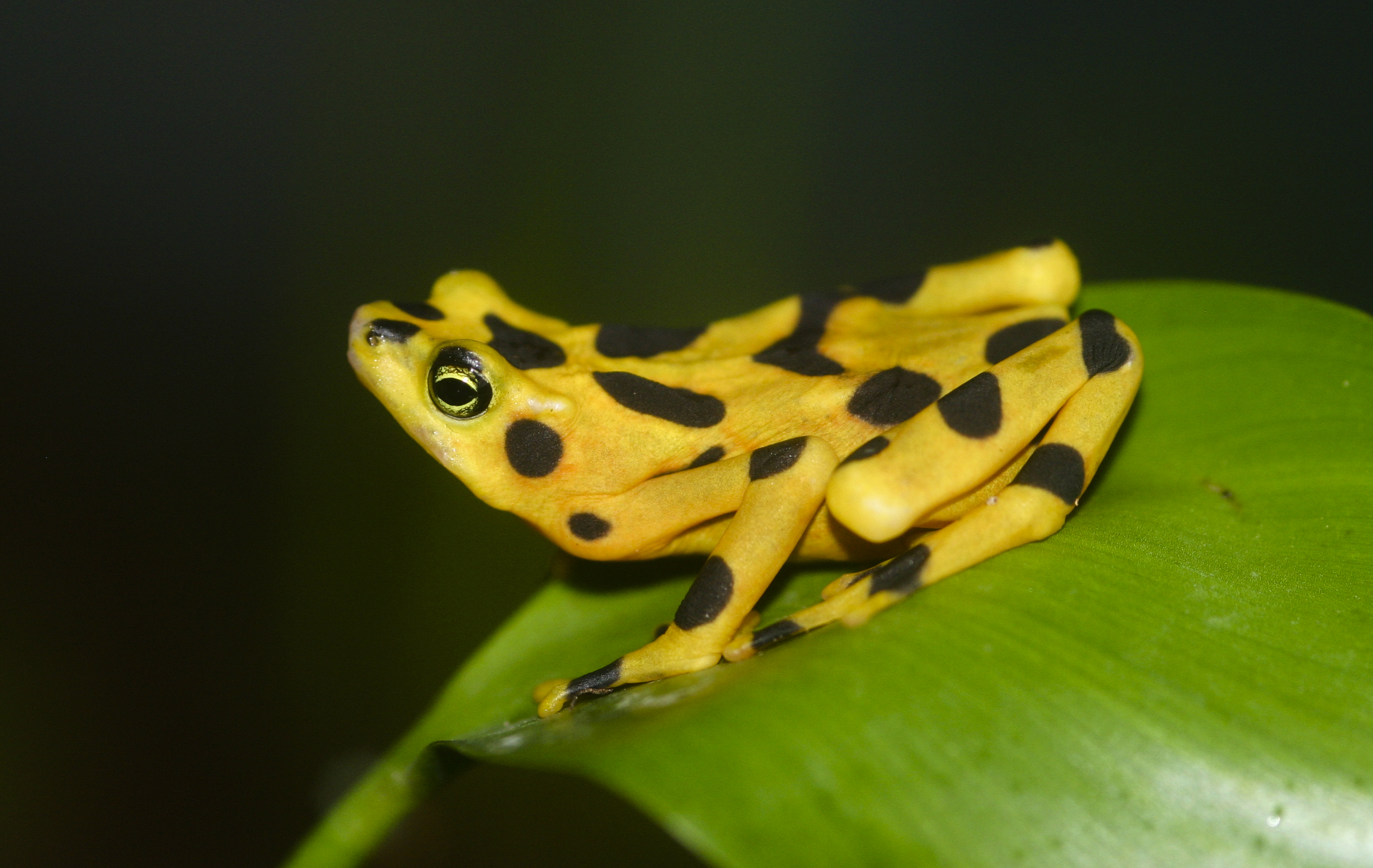
de Panamese goudkikker (Atelopus zeteki)

El Valle Amphibian Conservation Center richt zich in het bijzonder op het behoud van de Panamese goudkikker (Atelopus zeteki), een soort die alleen voorkomt in de Valle de Antón en in kritiek gevaar is. Naast de Panamese goudkikker heeft het centrum nog zeven andere prioriteitssoorten, die zich alle hebben voortgeplant in het centrum:
- Agalychnis lemur
- Anotheca spinosa
- Atelopus varius
- Colostethus panamensis
- Gastrotheca cornuta
- Hemiphractus elioti
- Strabomantis bufoniformis

Er zijn ook beschermings- en fokprogramma's voor de volgende soorten:
- Centrolene ilex
- Cochranella euknemos
- Colostethus nubicola
- Craugastor evanesco
- Craugastor punctariolus
- Craugastor tabasarae
- Ecnomiohyla miliaria
- Hyalinobatrachium vireovittatum
- Pristimantis museosus

In de loop der jaren zijn tientallen soorten gehouden in El Valle Amphibian Conservation Center en het centrum had ook fokresultaat bij Incilius coniferus, Hyloscirtus colymba, Phyllomedusa venusta en de boleettongsalamander Bolitoglossa schizodactyla.